# Lista över svenska patrullbåtar

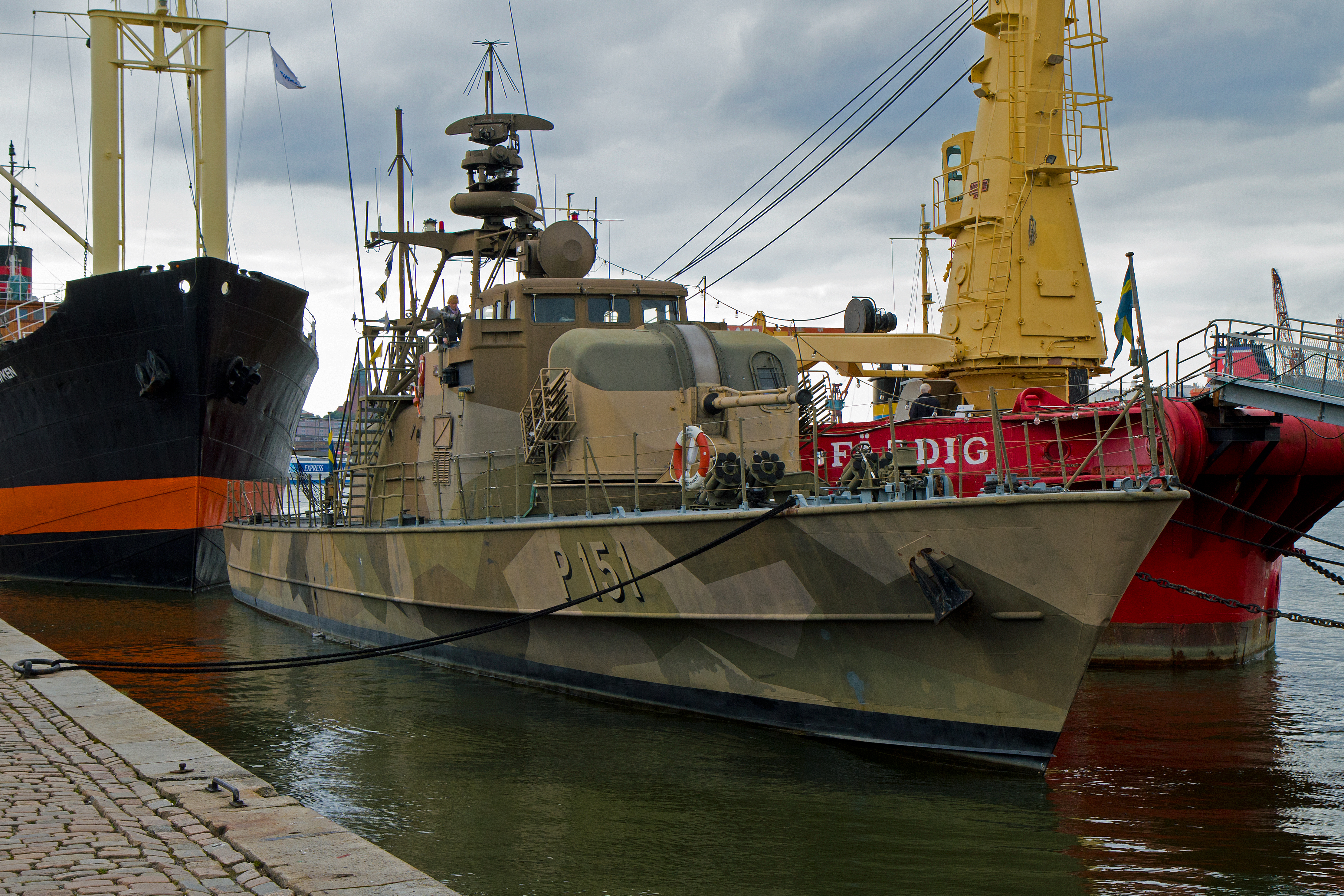
HMS Hugin

Detta är en lista över svenska patrullbåtar.
Svenska flottans fartyg av typ patrullbåt byggdes mellan åren 1978 och 1982 i Norge. Serien föregicks av ett försöksfartyg 1972, HMS Jägaren. Totalt 16 båtar byggdes som kom att kallas patrullbåt av Hugin-klass efter det första fartyget i serien. Av dessa modifierades åtta fartyg (Vidar fick som första provfartyg för den senare Kaparen-klassen samma ubåtsjaktutrustning som de senare 8 i Kaparen-klassen) för att ge förbättrad förmåga till ubåtsjakt år 1992. Dessa kom, efter modifiering, att kallas patrullbåt av Kaparen-klass. De sista tre patrullbåtarna utrangerades 1 september 2005. HMS Jägaren är dock fortfarande operativ. Patrullbåtarnas huvuduppgifter var, att inom ramen för invasionsförsvaret bekämpa mindre kvalificerade fientliga sjöstridskrafter, landstigningstonnage och flyg, övervaka och hindra kränkning av svenskt territorium, utföra eskorttjänst, lägga ut mineringar och ubåtsjakt.

## Försöksfartyg
| Fartyg      | IK-nummer | Levererad år | Modifierad          |
| ----------- | --------- | ------------ | ------------------- |
| HMS Jägaren | P 150     | 1972         | 1988 till Vedettbåt |

## Utrangerade
| Fartyg         | IK-nummer | Levererad | Modifierad |
| -------------- | --------- | --------- | ---------- |
| HMS Hugin      | P151      | 1978      |            |
| HMS Munin      | P152      | 1978      |            |
| HMS Magne      | P153      | 1978      |            |
| HMS Mode       | P154      | 1979      |            |
| HMS Vale       | P155      | 1979      |            |
| HMS Vidar      | P156      | 1979      |            |
| HMS Mjölner    | P157      | 1979      |            |
| HMS Mysing     | P158      | 1980      |            |
| HMS Kaparen    | P159      | 1980      | X          |
| HMS Väktaren   | P160      | 1980      | X          |
| HMS Snapphanen | P161      | 1981      | X          |
| HMS Spejaren   | P162      | 1981      | X          |
| HMS Styrbjörn  | P163      | 1981      | X          |
| HMS Starkodder | P164      | 1981      | X          |
| HMS Tordön     | P165      | 1981      | X          |
| HMS Tirfing    | P166      | 1982      | X          |

## Besättning
Besättningen bestod av 8  officerare samt 14  värnpliktiga fördelade på följande tjänster:
| Officerare        | Officerare                     |
| Tjänstebeteckning | Tjänst                         |
| ----------------- | ------------------------------ |
| FC                | Fartygschef                    |
| 1:O               | Förste Officer (sekond)        |
| MtjC              | Maskintjänstchef (chief)       |
| AO                | Artilleriofficer               |
| SLO               | Stridsledningsofficer          |
| 1:M               | Förste maskinist               |
| PB                | Pjäsbefäl (skeppare)           |
| SonB              | Sonarbefäl                     |
| Värnpliktiga      |                                |
| Tjänstebeteckning | Tjänst                         |
| 001               | Signalman                      |
| 002               | Signalman                      |
| 007               | Systemtekniker (SyTe)          |
| 008               | Signalspanare (PQ)             |
| 012               | Artillerimatros                |
| 013               | Artillerimatros                |
| 017               | Ubåtsjaktplutonbefäl           |
| 018               | Ubåtsjaktmatros                |
| 019               | Stridsledningsoperatör (SliOp) |
| 023               | Maskinman                      |
| 026               | Maskinman                      |
| 033               | Radiosignalist (gnist)         |
| 041               | Kock                           |
| 042               | Kock                           |

## Bestyckning
- Sex sjömålsrobotar Robot 12
- En 57 mm allmålskanon
- Antiubåtsgranatkastare
- Minor
- Sjunkbomber